# Focke-Wulf Volksflugzeug
Focke-Wulf Volksflugzeug – niezrealizowany projekt niemieckiego samolotu myśliwskiego z napędem odrzutowym wytwórni Focke-Wulf, który brał udział w konkursie na „myśliwiec ludowy” (Volksjäger). Maszyna miała być pomniejszoną wersją samolotu Focke-Wulf Ta 183.

## Historia

### Geneza
Wraz z rozpoczęciem alianckiej ofensywy bombowej na III Rzeszę, straty wśród myśliwców Luftwaffe zaczęły rosnąć. Tak jak jeszcze w tym okresie wojny przemysł niemiecki mógł zaspokajać potrzeby sprzętowe lotnictwa tak zaczynało brakować wyszkolonych pilotów mogących stawić czoła alianckim samolotom. W połowie 1944 roku Alfred Keller, były lotnik z okresu I wojny światowej, stojący od 1943 roku na czele Nationalsozialistische Fliegerkorps (NFSK – Narodowo-Socjalistyczny Korpus Lotniczy) zaproponował budowę lekkiego samolotu myśliwskiego z napędem odrzutowym, który byłby łatwy w obsłudze i pilotażu a dzięki temu, za jego sterami mogliby zasiąść absolwenci NFSK. Korpus lotniczy skupiał niemieckie aerokluby, szkoły szybowcowe i zajmował się wstępnym szkoleniem lotniczym młodzieży na potrzeby Luftwaffe. Projekt nie spotkał się z życzliwym przyjęciem ze strony dowództwa sił powietrznych oraz samego Hermanna Göringa. Uważano, że młodzi piloci bez odpowiedniego przeszkolenia staną się łatwym łupem dla amerykańskich i brytyjskich myśliwców. Pomysł Kellera zyskał za to poparcie Artura Axmanna, przywódcy Hitlerjugend, który widział w nim szanse dla wzmocnienia pozycji kierowanej przez siebie formacji. Wśród pozytywnie nastawionych do projektu osób znalazła się również słynna i mająca duży wpływ na Hitlera pilotka Hanna Reitsch. Ważnym elementem, który przesądził o zgodzie Göringa na rozpoczęcie programu Volksjäger, bo takie oznaczenie przylgnęło do potencjalnego, przyszłego samolotu myśliwskiego, były plany Waffen-SS stworzenia własnych jednostek lotniczych. Ich szeregi mogła zasilić młodzież wyszkolona w NFSK. Rywalizacja pomiędzy obydwiema formacjami skłoniła  Luftwaffe do zaakceptowania projektu „myśliwca ludowego” i przejęcia jego potencjalnych pilotów pod własne dowództwo. Tymczasem na froncie siły powietrzne ponosiły coraz większe straty, alianckie lądowanie w Normandii zmusiło Luftwaffe do przerzucenia sił do Francji kosztem bronionych niemieckich miast i ośrodków przemysłowych. Tym samym Volksjäger zaczął być postrzegany nie tylko jako przyszły samolot myśliwski dla niedoświadczonej młodzieży ale w pełni akceptowany samolot, który może i powinien znaleźć się również na stanie istniejących już pułków Luftwaffe.

### Projekt
10 września 1944 roku Reichsluftfahrtministerium (RLM – Ministerstwo Lotnictwa Rzeszy) wydało zapotrzebowanie na nowy, lekki samolot myśliwski określany mianem Kleinjäger (mały myśliwiec) z napędem odrzutowym, o masie dwukrotnie mniejszej niż Messerschmitt Me 262, w którego konstrukcji zakładano duży udział materiałów niestrategicznych typu drewno, o maksymalnej prędkości na poziomie morza wynoszącej 750 km/h, uzbrojonego w dwa działka MG 151/20 lub MK 108, opancerzeniem chroniącym jedynie przed atakiem czołowym. Wyposażonym w radiostację FuG 24 i urządzenie identyfikujące Fug 25a. Nowa maszyna miała być napędzana silnikiem BMW 003, nieco silniejsze silniki Jumo 004 zarezerwowane były dla maszyn Me 262 i Arado Ar 234. Wymagano aby samolot był budowany seryjnie w oparciu o już istniejące linie montażowe. W celu dalszego uproszczenia konstrukcji zakładano użycie prostych skrzydeł. Specyfikacja techniczna nowego samolotu została przesłana do ośmiu wytwórni, jedną z nich był Focke-Wulf. Od samego początku krytycznie o nowym projekcie RLM wypowiadał się Kurt Tank. Tank przewidywał, że niezbyt wygórowane wymagania techniczne jakie stawiał projekt, doprowadzą do sytuacji, że z chwilą wejścia do służby, maszyna nie będzie w stanie stawić czoła nowym samolotem aliantów. Wybór silnika BMW 003 o gorszych parametrach niż jednostka Jumo 004, rezygnacja z zastosowania skośnych skrzydeł pogarszały parametry lotu, prędkość, możliwości bojowe samolotu. Pomimo zastrzeżeń Tank przedstawił RLM dwa projekty. Pierwszym z nich był Volksflugzeug, była to pomniejszona wersja maszyny Focke-Wulf Ta 183. Samolot zaprojektowano w dwóch wariantach. Pierwszy z nich, (Entwurf I) posiadał skrzydła proste, drugi (Entwurf II) zakładał użycie skrzydeł skośnych. Drugim przedstawionym projektem był myśliwiec oznaczony jako Volksflitzer. 15 września 1944 komisja konkursowa oceniła nadesłane projekty. Konstrukcje Focke-Wulfa z racji użycia do ich budowy strategicznych materiałów zostały od razu odrzucone a do dalszej oceny przekazano projekty Blohm & Voss BV P.211.02 oraz P.1073 czyli późniejszy He 162.

## Konstrukcja
Volksflugzeug zarówno w wersji ze skośnymi skrzydłami jak i prostymi, był wolnonośnym górnopłatem ze skośnym usterzeniem w kształcie litery T. Wlot powietrza do silnika znajdował się w dziobie maszyny. Kanał doprowadzający powietrze do jednostki napędowej przechodził pod kabiną pilota i łączył się z pojedynczym silnikiem BMW 003 znajdującym się z tyłu kadłuba. Wylot gazów silnikowych umieszczony był pod belką ogonową. Podwozie trójgoleniowe z przednim podparciem, chowane, przednie i główne do wnęk w kadłubie, przednie do tyły, główne do przodu. Uzbrojenie stanowiły dwa działka MK 108 kalibru 30 mm umieszczone po obydwu stronach wlotu powietrza do silnika.